# Wojciech Sady

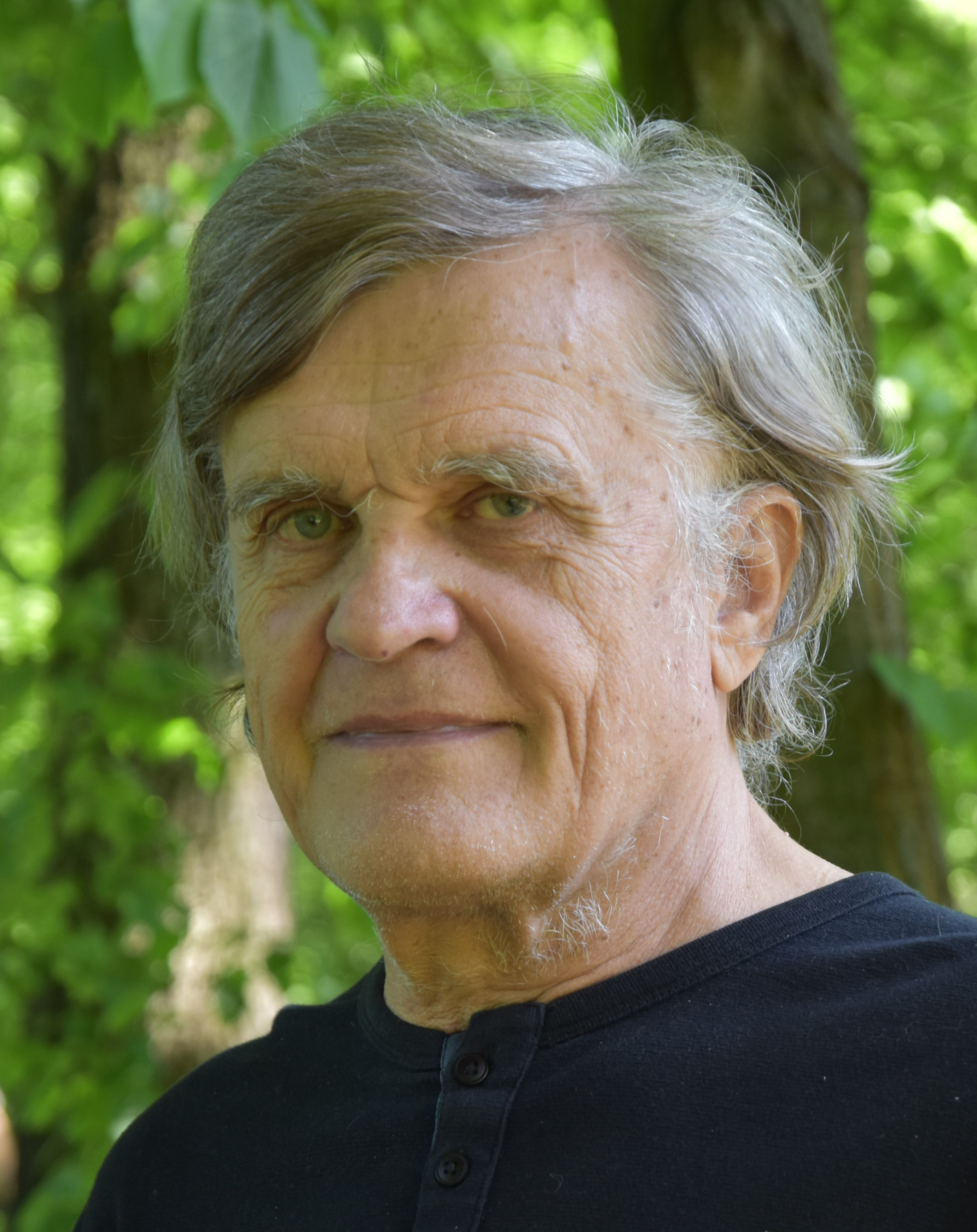
Wojciech Sady 2023

Wojciech Henryk Sady (ur. 19 czerwca 1952 w Lublinie) – polski filozof nauki, historyk idei, profesor nauk humanistycznych.

## Biogram
Absolwent II Liceum Ogólnokształcącego im. Hetmana Jana Zamoyskiego w Lublinie (1971). Od 1971 do 1977 na Uniwersytecie Warszawskim studiował fizykę, ale pochłonęły go poszukiwania religijne (wielki wpływ wywarło na niego nauczanie Jiddu Krishnamurtiego), a później dociekania filozoficzne (najbliższe mu były obie filozofie Ludwiga Wittgensteina, a także uhistoryczniona filozofia nauki Thomasa Kuhna). Pod koniec studiów związał się z Klubem Otryckim, budującym i prowadzącym w Bieszczadach Chatę Socjologa. Po studiach przez trzy lata pracował w szkołach średnich w Poznaniu. W 1980 obronił napisaną pod kierunkiem Jana Sucha pracę doktorską Kontekst odkrycia naukowego, jej główne idee zawarł w dwóch artykułach ogłoszonych w „Studiach Filozoficznych”. W latach 1980–1982 wykładał filozofię w Wyższej Szkole Inżynierskiej w Koszalinie, po czym został pracownikiem technicznym w Instytucie Filozofii UAM.
Wraz z kolegami z Kolegium Otryckiego od 1982 do 1990 r. redagował filozoficzno-socjologiczny dwumiesięcznik „Colloquia Communia”. Przez cztery lata nauczał filozofii w Akademii Rolniczej im. Augusta Cieszkowskiego w Poznaniu, a następnie na Uniwersytecie Marii Curie-Skłodowskiej w Lublinie. Od marca 1991 do czerwca 1992 pracował na Wydziale Chemii University of Alabama. Wkrótce odbył na Wydziale Nauk Społecznych UAM kolokwium habilitacyjne, którego podstawę stanowiła rozprawa Racjonalna rekonstrukcja odkryć naukowych. W latach 1993–2004 nauczał filozofii w Wyższej Szkole Sztuk Plastycznych w Poznaniu, zaś na pierwszym etacie od 1995 do 2004 pracował w nowo powołanym Instytucie Filozofii Wyższej Szkoły Pedagogicznej im. Tadeusza Kotarbińskiego w Zielonej Górze, przekształconej w 2001 po fuzji z Politechniką Zielonogórską, w Uniwersytet Zielonogórski. W 2001 otrzymał tytuł profesora nauk humanistycznych. W latach 2004–2011 wykładał w Instytucie Filozofii UMCS. Od 2011 do 2021 był profesorem zwyczajnym w Instytucie Filozofii i Socjologii Uniwersytetu Pedagogicznego w Krakowie. Od października 2021 pracuje w Instytucie Filozofii Uniwersytetu Śląskiego. 
Przetłumaczył m.in. książki Bertranda Russella, Ludwiga Wittgensteina, Imre Lakatosa, Michaela Dummetta i Jiddu Krishnamurtiego. 
Jest autorem serii książek o wspólnym tytule Dzieje religii, filozofii i nauki. W latach 2012–2014 kierował pracami nad Polskim Indeksem Filozoficznym. Zainspirowany teorią kolektywów myślowych i stylów myślowych Luwika Flecka stara się ją propagować i stosuje we własnych badaniach nad historią nauki i religii.
Prowadzi witrynę internetową dzieje.us.edu.pl, a od 2021 roku na swoim kanale na youtube @wojciechsady480 zamieszcza cykle wykładów o historii nauk przyrodniczych, naukowym obrazie świata i historii religii objawionych.
W 2014 został odznaczony Złotym Krzyżem Zasługi.

### Życie prywatne
Syn Marianny (1930–2005) i Henryka (1927–2014). Ojciec Lecha (ur. 1984) oraz Rebeki (ur. 2005).

## Książki i ważniejsze artykuły
- Procedury badawcze w naukach empirycznych. „Studia Filozoficzne” nr 5, 117–131, 1980.
- O mechanizmie rewolucji naukowych. „Studia Filozoficzne” nr 4, 3–16, 1981.
- Co to znaczy, że coś istnieje? „Studia Filozoficzne” nr 11–12, 3–20, 1982.
- Racjonalna rekonstrukcja odkryć naukowych. Wyd. UMCS, 1990.
- Wittgenstein: życie i dzieło. Daimonion, 1995.
- Dzieje religii, filozofii i nauki: od Talesa z Miletu do Mahometa. Wyd. Marek Derewiecki, 2010.
- "Ludwik Fleck", The Stanford Encyclopedia of Philosophy (Winter 2021 Edition), Edward N. Zalta (ed.), URL = <https://plato.stanford.edu/archives/win2021/entries/fleck/>.
- z: Katarzyna Gurczyńska-Sady. Wielcy filozofowie współczesności. Wyd. Marek Derewiecki, 2012.
- Dzieje religii, filozofii i nauki: od Pico della Mirandoli do Miguela Serveta. Wyd. Marek Derewiecki, 2013.
- Spór o racjonalność naukową: od Poincarego do Laudana. Wyd. 2. Wyd. UMK, 2013.
- Dzieje religii, filozofii i nauki: od Eriugeny do Mikołaja z Kuzy. Wyd. Marek Derewiecki, 2014.
- Struktura rewolucji relatywistycznej i kwantowej w fizyce, Wyd. Universitas, 2020.
- z: Katarzyna Gurczyńska-Sady. Antropocen: szanse i zagrożenia, Wyd. Nauk. PWN, 2022.
- Dzieje religii, filozofii i nauki, t. 4. Od soboru trydenckiego do Kartezjusza. Wyd. Marek Derewiecki, 2023.
- z: Katarzyna Gurczyńska-Sady. Życie i filozofia Ludwiga Wittgensteina, Wyd. Nauk. PWN, 2024.

## Serie wykładów dostępne na platformie Youtube
Na kanale Wojciecha Sadego na platformie Youtube dostępne są następujące serie wykładów.:
- Historia nauk przyrodniczych dla humanistów
- Naukowy obraz świata u zarania III tysiąclecia
- dzieje religii objawionych
- Ludwig Wittgenstein: życie i filozofia
- wielcy filozofowie starożytnej Grecji
- Podstawy fizyki

Oprócz prowadzenia swojego kanału, Wojciech Sady współpracował także z innymi podmiotami internetowymi. Między innymi prowadził wykład dotyczący filozofii nauki dla Copernicus College oraz udzielał wywiadów Radiu Naukowemu prowadzonemu przez Karolinę Głowacką.